# USS Topeka (SSN-754)
Za druga plovila z istim imenom glejte USS Topeka.
USS Topeka (SSN-754) je jedrska jurišna podmornica razreda los angeles.